# Neleucania
Neleucania is een geslacht van vlinders van de familie Uilen (Noctuidae), uit de onderfamilie Hadeninae.

## Soorten
- N. bicolorata Grote, 1881
- N. niveicosta Smith, 1902
- N. patricia Grote, 1880
- N. praegracilis Grote, 1877
- N. rubra Hampson, 1905
- N. suavis Barnes & McDunnough, 1912